# Enrique Anatolovich Menéndez
Enrique Anatolovich Menéndez (en ucraniano: Енріке Анатолійович Менендес; Artémivsk, 28 de septiembre de 1983) es una figura pública  y empresario ucraniano, cofundador de la organización humanitaria Ciudadanos Responsables y director del centro analítico Instituto de Política Regional.

## Biografía
Nacido en Artémivsk (hoy Bajmut), Enrique es nieto de Enrique Menéndez Blanco, un exiliado republicano que terminó en la Unión Soviética tras la guerra civil española (por el que recibió su nombre).
En 2008 tenía un pequeño negocio de venta y mantenimiento de equipos informáticos, que no sobrevivió a la crisis de 2008. En febrero de 2011 creó la empresa AdFactory, dedicada al marketing en Internet.
En la primavera de 2014, participó en la organización de una manifestación por la integridad territorial de Ucrania, que tuvo lugar en Donetsk el 5 de marzo de 2014. Pero debido al alto riesgo, se opuso a celebrar la siguiente manifestación el 13 de marzo, en la que murió Dmitro Cherniavski, y abogó por el diálogo con los manifestantes prorrusos. Después de que comenzó la guerra del Dombás, Menéndez y otras personas preocupadas por la situación fundaron la organización Ciudadanos Responsables, que durante los primeros años operó en ambos lados del frente. En febrero de 2016, los líderes de la organización fueron expulsados de la autoproclamada República Popular de Donetsk.
En 2020, firmó la declaración de la “Iniciativa del 16 de julio”, en favor de la unidad y el diálogo.
Después del comienzo de la invasión rusa a Ucrania en 2022, Menéndez permaneció en Ucrania trabajando activamente en proyectos como parte de la ONG Ciudadanos Responsables. En 2023, en el marco de la cooperación con UNICEF Ucrania, se abrieron 23 espacios adaptados a los niños en los óblast de Donetsk, Dnipropetrovsk, Járkov y Zaporiyia. El 29 de marzo de 2024, también en colaboración con UNICEF, inauguró cinco espacios más para niños en Krivói Rog.
Desde marzo de 2024, Enrique Menéndez coordina un proyecto educativo en alianza con World Vision International con el que se han prestado servicios educativos a más de 16.000 adolescentes, jóvenes y adultos en los óblast de Donetsk, Járkov, Zaporiyia y Dnipropetrovsk. De esta misma forma, en asociación con Mercy Corps, Ciudadanos Responsables implementó proyectos para brindar apoyo humanitario a las personas en las regiones orientales de Ucrania.